# 弗里蒙特鎮區 (印地安納州斯托本縣)
弗里蒙特鎮區（英語：Fremont Township）是位於美國印地安納州斯托本縣的一個行政鎮區。

## 地方資料
根據2010年美國人口普查的數據，弗里蒙特鎮區的面積為59.90平方千米，當中陸地面積為59.40平方千米，而水域面積為0.50平方千米。當地共有人口2993人，而人口密度為每平方千米49.97人。